# Lei (rete televisiva)
Lifestyle by Lei TV (in precedenza fino al 2020 come Lei TV) è un canale televisivo tematico edito da RCS MediaGroup, società appartenente al gruppo Cairo Communication, visibile con accordo di esclusiva su Samsung TV Plus (app su dispositivi mobili e televisori a marchio Samsung).
Dal concept del progetto e fino a maggio 2010, direttore editoriale e responsabile del lancio del canale Lei è stata Anna Maria Aloe. Fino al 16 dicembre 2011 Alberto Rossini. Il direttore editoriale del canale era Francesca Carravieri.

## Storia
Le trasmissioni sono iniziate il 25 gennaio 2009 alle 20 con la messa in onda del film Donne di George Cukor.
Il lancio del canale, l'immagine grafica e la promozione sono affidati ad Alberto Traverso e Elena Andreoli della società di design Snatch Milano, che creano anche il payoff "Tutte le donne che sei". Testimonial della campagna di lancio creata dall'agenzia, fotografate su broccati preziosi, con aria altera e sfidante, sono delle galline, accompagnate dal claim: "LeiTV. Nuova TV ci cova".
Il 1º giugno 2010 il palinsesto del canale Lei ha cambiato volto puntando sulle produzioni originali e dando voce, con interviste, docureality e racconti a grandi firme come: Maria Latella, Giusi Ferré, Umberto Brindani e Daniele Protti.
In seguito ad una riorganizzazione dei canali avvenuta il 4 luglio 2011, il canale è stato spostato al numero 127.
Il 1º novembre 2012 è approdato Lei +1 servizio di timeshift, che trasmette la programmazione di Lei un'ora dopo, alla posizione 129. Il 16 ottobre 2013 si è trasferito al canale 128.
Il 1º giugno 2013, Lei si veste di una nuova grafica più lineare e moderna, a supporto dell'anima tutorial del canale, con produzioni distintive come: "Chi veste la sposa Mamma contro Suocera", "I dolcetti di Paola", "I sempreverdi" e "Artiste per casa".
Il 29 marzo 2014 Lei si è trasferito al canale 129 mentre Lei +1 al canale 130.
Il 4 giugno 2018, Lei e Lei +1 si trasferiscono ai canali 138 e 139.
Verso la fine di maggio 2018 ne era stata annunciata la chiusura per mancato rinnovo contrattuale prevista per il 30 giugno, poi non avvenuta. 
Il 14 ottobre 2019 Lei si è trasferito al canale 131 mentre Lei +1 al canale 132.
Il 1º luglio 2020 il canale ha chiuso definitivamente.
Dal 30 settembre 2023 il canale ha riaperto solo in streaming su Samsung TV Plus, con il nuovo nome Lifestyle by LEI TV.

## Palinsesto

### Produzioni originali
- Artiste per casa
- Cambio cuoco
- Case da un milione di dollari
- Chi veste la sposa
- I dolcetti di Paola
- I sempreverdi
- Io Donna - Buccia di banana
- Non ditelo alla sposa

## Loghi

25 gennaio 2009 - 9 maggio 2010
10 maggio 2010 - 30 giugno 2020